# 蒼井夏美
蒼井 夏美（あおい なつみ、1987年10月24日 - ）は神奈川県出身のグラビアアイドル。

## 人物・略歴
趣味は、サーフィン、ボディーボード、アクセサリー作り、妄想すること。特技は腹話術、料理、裁縫、花札。
2010年12月、フレッシュプロモーションを退所しそれにともないnÅtsuに改名した。

## 出演

### オリジナルビデオ
- 「ヒロインクロニクルズ ドーラの物語」（2009年7月、ZENピクチャーズ）主演：ドーラ役
- 『グラドルVS触手エイリアン 妄触戦記アステリア』（2009年8月、ZENピクチャーズ）ビアンカ 役
- 『巨大メイドロボ vs 触手怪獣』（2009年11月、ZENピクチャーズ）
- 『Death Chronicles vol.1』（2009年9月、ZENピクチャーズ） 優奈 役
- 『Death Chronicles vol.2』（2009年11月、ZENピクチャーズ）
- 女戦闘員物語・ストロベリーキラーズBOX（2009年11月13日、ZENピクチャーズ）

## 作品

### DVD
単独
1. 「東・大・生」（2009年5月、キングダム）
2. 「優等生の課外授業」（2009年10月16日、キングダム）
3. 「女神の限界」（2009年11月25日、コンセント）
4. pg/蒼井夏美（2010年1月25日、ターンテーブル）[1]
5. エロチカの鏡（2010年5月30日、BNS）
6. 透けるとん（2010年7月29日、オルスタックピクチャーズ）

競演
- 『集団催眠 〜スペシャルseason1〜 コレクターズBOX』（2009年12月1日、RMQプロジェクト）
- 『催眠アイドル★オーディション』（2009年12月1日、RMQプロジェクト）
- 『真・催眠学園』（2009年12月1日、RMQプロジェクト）
- 『桃色商事3 〜セクハラ温泉研修〜』（2009年12月、レイフル）（松島ひな、松永みく、宮崎りえ）

ライブdvd
- I Revolution Vol.1（2011年9月16日、アースゲート）